# Guardia Piemontese Terme
Guardia Piemontese Terme è stato un comune italiano della provincia di Cosenza.

## Storia
Il comune di Guardia Piemontese Terme fu creato nel 1927 dalla fusione dei comuni di Acquappesa e di Guardia Piemontese. Le terme citate nel toponimo erano le Terme Luigiane.
Nel 1945 il comune venne soppresso e al suo posto furono ricostituiti i due comuni preesistenti.